# Baisha, Jishui
Baisha är en köping i Kina. Den ligger i provinsen Jiangxi, i den sydöstra delen av landet, omkring 200 kilometer söder om provinshuvudstaden Nanchang. Antalet invånare är 20 689. Befolkningen består av 9 635 kvinnor och 11 054 män. Barn under 15 år utgör 21,0 %, vuxna 15-64 år 70 %, och äldre över 65 år 8,0 %.
Runt Baisha är det ganska tätbefolkat, med 139 invånare per kvadratkilometer. Baisha är det största samhället i trakten. I omgivningarna runt Baisha växer huvudsakligen savannskog.
Genomsnittlig årsnederbörd är 1 988 millimeter. Den regnigaste månaden är maj, med i genomsnitt 312 mm nederbörd, och den torraste är oktober, med 25 mm nederbörd.